# Powiat spisko-orawski
Powiat spisko-orawski – powiat istniejący w latach 1920–1925 na obszarze województwa krakowskiego II Rzeczypospolitej.

## Historia
Utworzony został 23 grudnia 1920 z przyznanych Polsce 28 lipca 1920 przez Radę Ambasadorów węgierskich fragmentów Spisza (wschodni) i Orawy (zachodni), przez co powiat składał się z dwóch, nieprzylegających do siebie obszarów, oddzielonych obszarem powiatu nowotarskiego. Jego siedzibą było miasto Nowy Targ znajdujące się poza terytorium powiatu. Na terenie powiatu znajdowały się ekspozytury starostwa: dla Spisza w Łapszach Niżnych, dla Orawy w Jabłonce. Część spiska powiatu należała do okręgu sądowego w Nowym Targu, a część orawska do okręgu sądowego w Czarnym Dunajcu.
Na terenie powiatu zachowano węgierski podział na okręgi notarskie, zmieniając tylko ich nazwę na gminy. W skład powiatu weszło 13 spiskich i 15 orawskich miejscowości. Gminy, które weszły w skład powiatu, były początkowo zbiorowe (obejmowały po kilka wsi). Wkrótce jednak obszar powiatu spisko-orawskiego upodobniono do galicyjskiej (austriackiej) części woj. krakowskiego, przez co gminy zbiorowe podzielono na gminy jednostkowe. Brak dokładnej daty przeprowadzenia tego podziału, lecz spis Głównego Urzędu Statystycznego wykazujący stan administracyjny na 30 września 1921, uwzględnia już gminy jednostkowe.
W 1924 roku dokonano wymiany terytoriów – Polska otrzymała górną część wsi Lipnica Wielka, a w zamian oddała Czechosłowacji wsie Głodówka i Sucha Góra.
1 lipca 1925 powiat został zniesiony, a jego obszar włączono do powiatu nowotarskiego: Bukowina-Podszkle, Chyżne, Czarnogóra, Dursztyn, Frydman, Harkabuz, Jabłonka, Jurgów, Kacwin, Krempachy, Lipnica Mała, Lipnica Wielka, Łapszanka, Łapsze Niżne, Łapsze Wyżne, Niedzica, Nowa Biała, Orawka, Piekielnik, Podsarnie, Podwilk, Rzepiska, Trybsz, Zubrzyca Dolna i Zubrzyca Górna.
Likwidacja wspólnoty samorządowej powiatu nastąpiła z kolei dopiero 1 stycznia 1930, na mocy Rozporządzenia Rady Ministrów z dnia 8 listopada 1929 r. o włączeniu obszaru b. powiatu spisko – orawskiego do obszaru działania samorządowej reprezentacji powiatowej w Nowym Targu.

## Podział administracyjny

### Spisz
13 wsi, 195,5 km², 8263 mieszkańców (1921).

#### Gminy zbiorowe (1920-1920)
- gmina Łapsze Niżne

#### Gminy jednostkowe (1920-1925)[3]
- 1. Czarnogóra (681 mieszk.)
- 2. Dursztyn (219 mieszk.)
- 3. Frydman (1130 mieszk.)
- 4. Jurgów (648 mieszk.)
- 5. Kacwin (698 mieszk.)
- 6. Krempachy (697 mieszk.)
- 7. Łapszanka (278 mieszk.)
- 8. Łapsze Niżne (617 mieszk.)
- 9. Łapsze Wyżne (602 mieszk.)
- 10. Niedzica (991 mieszk.)
- 11. Nowa Biała (656 mieszk.)
- 12. Rzepiska (504 mieszk.)
- 13. Trybsz (542 mieszk.)

### Orawa
14 wsi, 387,5 km², 14 380 mieszkańców (1921).

#### Gminy zbiorowe (1920-1920)
- gmina Głodówka (Głodówka, Sucha Góra)
- gmina Jabłonka (Jabłonka, Chyżne i Piekielnik)
- gmina Lipnica Wielka (Lipnica Wielka (bez górnej części wsi), Lipnica Mała)
- gmina Podwilk (Podwilk, Orawka, Podsarnie, Harkabuz, Bukowina-Podszkle)
- gmina Zubrzyca Górna (Zubrzyca Górna, Zubrzyca Dolna)

#### Gminy jednostkowe (1920-1925)[3]
- 1. Bukowina-Podszkle (680 mieszk.)
- 2. Chyżne (1154 mieszk.)
- 3. Głodówka (584 mieszk.) – do 1924 roku
- 4. Harkabuz (293 mieszk.)
- 5. Jabłonka (2525 mieszk.)
- 6. Lipnica Mała (1419 mieszk.)
- 7. Lipnica Wielka (1585 mieszk.)
- 8. Orawka (657 mieszk.)
- 9. Piekielnik (1081 mieszk.)
- 10. Podsarnie (415 mieszk.)
- 11. Podwilk (1187 mieszk.)
- 12. Sucha Góra (636 mieszk.) – do 1924 roku
- 13. Zubrzyca Dolna (884 mieszk.)
- 14. Zubrzyca Górna (1280 mieszk.)

## Struktura etniczna i wyznaniowa
Według spisu ludności z 1921 roku powiat spisko-orawski miał 22,643 mieszkańców w tym 22,146 Polaków (97.8%), 302 Słowaków (1.3%), 85 Niemców, 33 Żydów, 16 Czechów, 5 Rusinów, 5 Rosjan i 51 osób innych narodowości. Jeśli chodzi o wyznania to było 22,350 rzymskich katolików (98.7%), 271 osób wyznania mojżeszowego (1.2%), 11 protestantów, 8 grekokatolików i 3 osoby niewiadomego wyznania.